# Partizansk
Partizansk (en rus Партизанск, antigament Sutxanski Rudnik) és una ciutat minera del krai de Primórie, a l'Extrem Orient de Rússia, és a 100 km a l'est de Vladivostok i a 38 km al nord-est de Nakhodka. El 2018 tenia 37.059 habitants. Es troba al marge del riu Sutxan, o riu Partisansk. Sutxan és un hidrònim d'origen que significa «riu prop d'una fortalesa».
Es va crear després de la descoberta de carbó, i l'explotació minera queda una de les principals activitats fins avui. Des dels anys 1960 s'ha començat a diversificar amb indústria del cuir i del tèxtil, i més tard l'horticultura i la indústria agroalimentària. Després del conflicte armat entre Rússia i Xina el març 1969, es van russificar tot els topònims d'origen xinès.
L'aglomeració urbana de Partizansk uneix dotze pobles: Avangard, Brovnixi, Zalesie, Kazanka , Melniki, Serebrianoie, Tigrovoe, Uglekamensk , Khmelnitski, Krasnoarmeiski i el barri de l'estació de tren de Fridman.

## Història
A la ciutat es troben les restes arqueològiques de ciutats creat al temps del segle ix, durant regne de Bohais als acuals barris de Nicolae i Xaiguin. Als segles xvi-xvii el comerç de folradures va atreure els primers aventurers i colons russos. Des del 1581 va començar la conquesta militar de Sibèria, el que era el nom de tot el territori a llevant de la serra de l'Ural i a l'extrem Orient, l'afrontament amb l'Imperi xinès.
Es descobrí un jaciment de carbó prop de l'actual ciutat el 1888. Carbó era menester per a la Flota del Pacífic, amb base a Vladivostok i així, el servei de mines envià geòlegs a la regió al sud d'Ussuriïsk. Hi van prospectar des del 1888 fins al 1893 i hi trobaren jaciments de carbó. Van començar a explotar les mines. Transportaven fins al port de Nakhodka. El 1896, es va fundar la vila de Sutxan prop de les mines. El 12 d'abril 1932 Setxuan va rebre drets de ciutat i fou reanomenada Gamàrnik en honor del comissari Ian Gamàrnik. Però després que fos arrestat el 1937 duran la Gran Purga organitzada pel dictador Stalin, la ciutat va rebre el nom anterior de Sutxan. Finalment fou rebatejada Partizansk el 1972 durant la campanya d'eliminació de noms xinesos del krai de Primórie.
Entre el 1918 i el 1922, durant la Guerra Civil Russa, els bolxevics hi eren molt actius, i després de l'establiment del poder soviètic, el carbó es mantingué com la principal activitat industrial de la ciutat.